# Joseph Babinski
Joseph Jules François Félix Babinski, polsky Józef Julian Franciszek Feliks Babiński (17. listopadu 1857 Paříž – 29. října 1932 tamtéž) byl francouzský lékař a neurolog polského původu.

## Životopis
Jeho otec Aleksander Babiński byl inženýr a důstojník, který emigroval z Polska po potlačení revoluce v roce 1848, bratr Henri Babinski byl důlní technik a také odborník na gastronomii známý pod pseudonymem Ali-Bab. Joseph vystudoval medicínu na Pařížské univerzitě a nastoupil do Hôpital de la Salpêtrière jako asistent Jeana-Martina Charcota. Od roku 1895 působil v Hôpital de la Pitié, byl průkopníkem neurochirurgie. Zabýval se výzkumem anosognózie, roku 1896 popsal Babinského reflex, diagnostiku poškození nervového systému podle ohýbání prstů na nohou. Spolu s Julesem Fromentem vydal knihu o nervových poruchách způsobených první světovou válkou, také psal pod jménem Olaf divadelní hry pro Grand Guignol. Od roku 1914 byl členem Francouzské akademie věd, Vilniuská univerzita mu v roce 1925 udělila čestnou profesuru. Je pochován na polském hřbitově v Montmorency. Jmenuje se podle něj Antonův-Babinského syndrom a Babinského-Fröhlichův syndrom, v 18. pařížském obvodu nese od roku 1965 jeho jméno ulice Rue du Docteur-Babinski.